# Giave
Giave település Olaszországban, Szardínia régióban, Sassari megyében. Lakosainak száma 484 fő (2023. január 1.). Giave Cheremule, Thiesi, Torralba, Bonorva és Cossoine községekkel határos.

## Népesség
A település lakossága az elmúlt években az alábbi módon változott:
| Lakosok száma | 539  | 522  | 484  |
|               | 2017 | 2018 | 2023 |